# Rowland Hill (general)
Rowland Hill, 1.er vizconde Hill (11 de agosto de 1772-10 de diciembre de 1842), fue un general británico que destacó en las guerras napoleónicas, sobre todo en Egipto, la Península ibérica y la batalla de Waterloo.
Actuó la mayor parte de su carrera a las órdenes del duque de Wellington, quien confiaba plenamente en él. Era popular entre las tropas que mandaba, quienes le apodaban «Daddy Hill» (Papá Hill). En 1828 fue nombrado Comandante en jefe del Ejército británico, y en 1842, dos meses antes de su muerte fue nombrado vizconde. Una columna de 133 metros fue erigida en su honor en Shrewsbury, capital de su región natal.

## Familia e inicios
Nació en Prees Hall, en Hawkstone, Shropshire, Inglaterra. Era el segundo varón, cuarto en orden de descendencia de los dieciséis hijos de sus padres, el barón John Hill y Mary Chambré. Fue escolarizado desde los siete años sucesivamente en Ightfield y Chester. Era considerado, en esta última escuela, como un muchacho grande, amable, con una gran afición a la jardinería y a los animales de compañía. Rechazó estudiar derecho, como querían sus padres, y se inclinó por la milicia.
Su padre le compró un nombramiento de alférez en el regimiento 38th Foot,  estacionado en Irlanda, y al mismo tiempo le envió a estudiar a la academia militar de Estrasburgo, en Francia. Lamentablemente su formación militar se vio interrumpida por los sucesos de la Revolución francesa, pero pese a ello logró ascender rápidamente, no mediante la compra de nombramientos sino por la vía menos costosa de conseguir nuevos reclutas y de cambiar de regimiento.
En 1793 ya era capitán y su compañía fue estacionada en Belfast (Irlanda), de donde pasó a servir de ayudante al ministro plenipotenciario de Génova (Italia). Se le permitió enrolarse en una expedición a Tolón (Francia), donde fue ayudante de varios generales ingleses y conoció fuego real. Allí trabó amistad con Thomas Graham quien, al finalizar el asedio de Tolón, montó en 1794 su propio regimiento, el 90th Foot, en el que incluyó a Hill como mayor y luego teniente coronel a pesar de tener solo 21 años. Con ese regimiento estuvo destinado en Isle Dieu (1795) y en Gibraltar (1796-1798), desde donde participó en la toma de Menorca. En 1800 obtuvo el ascenso a coronel.

## En Egipto
En 1801 se embarcó con su regimiento y, tras participar en demostraciones militares ante Cádiz y Malta, formó parte de la expedición a Egipto del general Abercromby para expulsar a las tropas francesas abandonadas allí por Napoleón. El 90th era la vanguardia que avanzaba desde la cabeza de playa contra la caballería francesa, y Hill fue alcanzado por una bala en el casco que le dejó fuera de combate con conmoción cerebral, participando después de su recuperación en las tomas de El Cairo y Alejandría.
En 1803, mientras estaba acantonado con su regimiento en Belfast, Hill fue nombrado brigadier-general. En 1805 fue ascendido a mayor-general, participando en la expedición a Hanover y dedicándose, a su vuelta, al entrenamiento de nuevas tropas ligeras irlandesas.

## En la Península ibérica

### Primera entrada en la península
En 1808 Hill mandó una brigada en la expedición británica a Portugal que debía oponerse a la primera invasión francesa de ese país, mandada por el general Junot, que llegó a tomar Lisboa. Las tropas inglesas estuvieron al mando del entonces teniente-general Arthur Wellesley (luego duque de Wellington). Nada más desembarcar participó en las acciones victoriosas de Roliça y de Vimeiro. Tras la discutida Convención de Sintra que siguió a estas victorias, Wellington, sometido a investigación junto con otros dos generales ingleses, tuvo que volver a Inglaterra, siendo sustituido por el general Moore.
Bajo este general, Hill participó en los movimientos de las tropas inglesas en la Península tras la victoria de Bailén y el abandono de Madrid por los franceses. Las tropas aliadas —británicas, portuguesas y españolas— intentaron dificultar la nueva ofensiva, al mando de Napoleón en persona, que a finales de 1808 reconquistó Madrid y repuso a su hermano José Bonaparte en el trono. Napoleón, a continuación, dio prioridad a la expulsión de los ingleses de la Península, comenzando así una persecución de las fuerzas inglesas por las francesas, superiores en número. Moore, concentrado en Salamanca, decide emprender una larga y costosa retirada (conocida como la carrera de Benavente) hacia La Coruña, donde esperaba embarcar sus tropas hacia Inglaterra y donde perderá la vida en la por otro lado exitosa batalla de Elviña.

### Segunda entrada en la Península

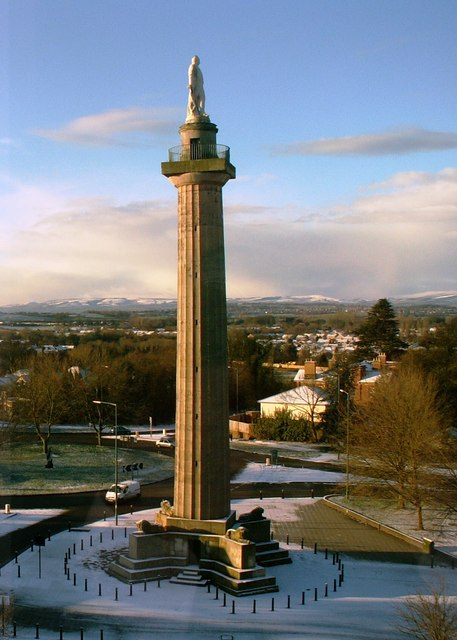
Columna erigida en honor del general Hill en Shrewsbury, Reino Unido.

La brigada de Hill fue la última en embarcar en La Coruña en enero de 1809, pero dos meses después ya estaba de nuevo en Portugal a las órdenes de Wellington, a quien se le había confiado de nuevo el mando de la fuerza expedicionaria inglesa tras ser exonerado de responsabilidad por el asunto la Convención de Sintra. Al frente de su brigada tuvo un papel destacado en la toma de Oporto, que puso fin a la segunda invasión francesa de Portugal, efectuada desde Galicia por el mariscal Soult. En esa acción el teniente-general Edward Paget resultó gravemente herido y Hill lo sustituyó, y a partir de entonces ya siempre se le confió el mando de una división y no de una brigada.
En julio de 1809 participó en la batalla de Talavera y a final de año Wellington le confió el mando de un importante destacamento, aislado del ejército principal, que debería ocupar el espacio entre el Tajo y el Guadiana en la frontera hispano-portuguesa. Al año siguiente, 1810, cuando se produjo la tercera invasión de Portugal por el mariscal Massena, se replegó con el resto del ejército aliado a las líneas de Torres Vedras después de haber estado presente, aunque sin llegar a entrar en acción, en la batalla de Busaco.
Hill se perdió la contraofensiva aliada que siguió a la retirada de las tropas francesas de Portugal: contrajo la malaria y estuvo seis meses de baja, primero en Lisboa y luego en Inglaterra. Al su vuelta, en 1811, encontró diezmada a su división, confiada temporalmente al general Beresford, tras haber participado en la pírrica victoria de Albuera. Fue recibido con general satisfacción. Wellington volvió a confiarle el mando del ejército separado que debía operar en Extremadura para contener a las tropas francesas de Andalucía, mientras él, con el grueso de sus fuerzas, asediaba Ciudad Rodrigo.

### Sorpresa de Arroyomolinos
En el mes de octubre de 1811, una división francesa perteneciente al ejército francés de Andalucía, al mando del general Jean-Baptiste Girard, se internó hasta la ciudad de Cáceres para saquear contribuciones y suministros. Hill decide contrarrestar esa incursión. En medio de una borrasca torrencial y con los caminos tan embarrados que tuvo hacer volver a su artillería, se dirige hacia Cáceres. Sus tropas estaban agotadas, empapadas y hambrientas pues los carruajes de suministros no habían podido avanzar al mismo ritmo que los batallones. Enterado Girard del avance aliado, se retiró de Cáceres. Hill supo que los franceses en su retirada se habían parado en el pueblo de Arroyomolinos (Arroyo dos Molinos para la historiografía inglesa). A pesar de la fatiga de sus tropas, Hill decide hacer un último esfuerzo para perseguir y sorprender a los franceses, y en la noche del 27 las fuerzas aliadas se aproximaron hasta dos millas del pueblo. El tiempo era tan criminal que no fueron detectadas. A primera hora de la mañana del 28 atacan el pueblo mientras las tropas francesas se preparaban para continuar su retirada. Los aliados rodearon el pueblo y bloquearon sus accesos. Las tropas francesas resultaron completamente sorprendidas y desorganizadas, y se logró hacer múltiples prisioneros, varios altos oficiales entre ellos, junto a todo el dinero y la impedimenta. Girard y unos quinientos hombres lograron huir en desbandada a través de la campiña, y lo que se conoció como la sorpresa de Arroyomolinos terminó en un éxito completo para Hill.

### El puente de Almaraz
El 1 de enero de 1812 Hill fue ascendido a teniente-general. Poco tiempo después cayó Ciudad Rodrigo en poder de Wellington, quien a continuación acometió el asedio de Badajoz en marzo-abril. Ganada esta plaza, las fuerzas aliadas se encaminaron hacia Salamanca, donde estaban acantonados los franceses procedentes de Portugal. Hill, cuyo cuerpo de ejército seguía estando separado en Extremadura, recibió el encargo de destruir el puente de barcas existente en Almaraz, que impediría que el ejército francés del mariscal Marmont (Massena había sido destituido) en Salamanca, pudiera recibir ayuda del mariscal Soult y su ejército de Andalucía. El puente estaba protegido por fuertes franceses en ambas orillas, más un tercer fuerte en las cercanías. Hill, con su acostumbrada eficacia urdió una nueva sorpresa, tomó los fuertes y destruyó el puente en mayo de 1812.
Después de esta acción, el cuerpo separado de Hill siguió interponiéndose entre el ejército aliado y el ejército francés de Andalucía. Hill no participó directamente en la victoria de los Arapiles el 22 de julio de 1812, ni en la toma de Madrid que le siguió (12 de agosto), aunque llegó a Madrid ascendiendo el Tajo y fue nombrado gobernador de la ciudad mientras Wellington se dirigía a Burgos. Wellington tuvo que retirarse de Burgos tras el fracaso del asedio de su castillo, y volvió a Portugal a pasar el invierno, cediendo todo el terreno ganado en la anterior campaña. Hill también salió de Madrid y su cuerpo separado invernó en Coria.

### Vitoria, Pirineos y Francia

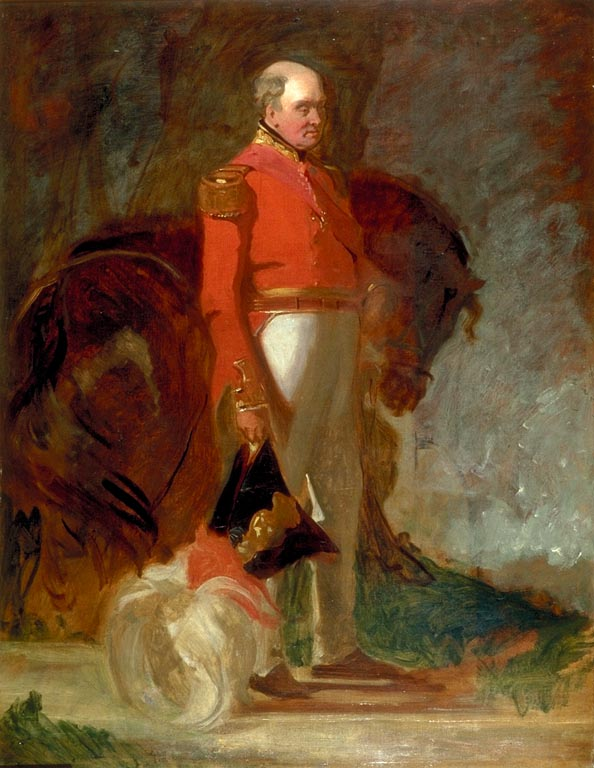
El general Hill en edad avanzada, por John Prescott Knight.

Al final de la primavera del año siguiente, 1813, Wellington retoma la iniciativa. Por el interior de Portugal hace secretamente cruzar el Duero a sus fuerzas mientras encarga a Hill una operación de distracción pidiéndole que tome Salamanca y se dirija por el sur del Duero contra Valladolid, aparentando ser el grueso de las fuerzas aliadas. Los franceses abandonan definitivamente Madrid y no ofrecen resistencia ni en Valladolid ni en Burgos cuando se dan cuenta de que Wellington ya está al norte del Duero. El choque entre ambos ejércitos se produce en Vitoria, donde las fuerzas mandadas por Hill brillan, contribuyendo a una resonante victoria que obliga a los franceses a refugiarse en Bayona, al otro lado de la frontera.
Quince días después vuelven a entrar en España, pero esta vez por los pasos de los Pirineos y se producen combates entre ambos ejércitos en Roncesvalles y Sorauren. En el combate paralelo de Beunza, Hill tiene que contener a una fuerza francesa que le doblaba en número. En el conjunto de la ofensiva de los Pirineos La victoria de Wellington es completa, los franceses vuelven a pasar la frontera y a partir de ahora las acciones bélicas de esta guerra se desarrollarán en territorio francés.
Hill participó en la invasión aliada del sur de Francia, persiguiendo a las fuerzas francesas del mariscal Soult. Tiene sus puntos culminantes en las batallas de Nivelle, Nive, Orthez y Toulouse. Durante la batalla del Nive, el 13 de diciembre de 1813, Hill consiguió su victoria más reñida en Saint-Pierre-d'Irube, en los alrederores de Bayona. Encontrándose aislado con 14 000 hombres y 10 cañones por un puente derruido, sostuvo durante horas, pese a su inferioridad numérica, los insistentes ataques de Soult con 30 000 soldados y 22 cañones, mostrando una gran capacidad militar y multiplicándose a lo largo de todo el campo de batalla y reagrupando personalmente a sus tropas para evitar lo que podría haber sido un gran desastre y terminó siendo una clara victoria.

## En Waterloo y últimos años
Tras la abdicación de Napoleón en 1814, Hill permaneció en Francia hasta 1818 con las fuerzas de ocupación. Se le nombró barón de Almaraz y Hawkstone, luego cambiado a Almaraz y Hardwicke. A su vuelta de Francia, se le erigió, por suscripción popular una columna de 133 metros de altura en Shrewsbury, cuya construcción duró de 1814 a 1816.
Participó como jefe del segundo cuerpo en la batalla de Waterloo, el 18 de julio de 1815, a las órdenes de Wellington. Su caballo fue alcanzado por las últimas balas francesas y se le dio por desaparecido durante unas horas, pero a la mañana siguiente se incorporó con las tropas que se dirigían a tomar París.
De vuelta a sus posesiones en Shropshire, se dedicó a la agricultura, caza y pesca. En 1821 tuvo el honor de llevar el estandarte real en la coronación de Jorge IV, que le tenía en gran aprecio. En 1828, siendo Wellington primer ministro y por su iniciativa, Hill fue nombrado comandante en jefe del ejército británico, sucediéndole en el cargo. Se retiró definitivamente en 1842, y fue nombrado vizconde dos meses y medio antes de fallecer en Hardwicke Grange, Hadnall, Shropshire, y allí fue enterrado. Nunca se casó y sus propiedades fueron repartidas entre sus sobrinos, uno de los cuales también heredó su título nobiliario.